# Kojčinovac
Kojčinovac (cyr. Којчиновац) – wieś w Bośni i Hercegowinie, w Republice Serbskiej, w mieście Bijeljina. W 2013 roku liczyła 794 mieszkańców.